# ريكاردو فياموتزي
ريكاردو فياموتزي (بالإيطالية: Riccardo Fiamozzi)‏ (18 مايو 1993 في إيطاليا - ) هو لاعب كرة قدم إيطالي في مركز الدفاع. شارك مع منتخب إيطاليا تحت 19 سنة لكرة القدم ومنتخب إيطاليا تحت 20 سنة لكرة القدم. أما مع النوادي، فقد لعب مع نادي بيسكارا ونادي جنوى ونادي فاريسي.

## وصلات خارجية
- ريكاردو فياموتزي على موقع الاتحاد الأوربي (الإنجليزية)
- ريكاردو فياموتزي على موقع قاعدة بيانات كرة القدم.إي يو (الإنجليزية)
- ريكاردو فياموتزي على موقع Soccerway.com (الإنجليزية)
- ريكاردو فياموتزي على موقع عالم كرة القدم.نت (الإنجليزية)
- ريكاردو فياموتزي على موقع AS.com (الإسبانية)